# Treviso
 Ovo je glavno značenje pojma Treviso. Za druga značenja pogledajte Treviso (razdvojba).
Treviso (venecijanski: Trevixo, francuski: Trévise, latinski: Tarvisium) grad je u regiji Veneto u sjevernoj Italiji. Glavni je grad pokrajine Treviso te ima 84.999 stanovnika. Oko 3 tisuće stanovnika živi unutar zidina iz mletačkog doba (le Mura), a sa širom okolicom Treviso ima oko 170.000 stanovnika. 
Treviso je sjedište poznatih tvrtki kao što su: Benetton (modna konfekcija), DeLonghi (klima uređaji) i RudyProject (sportske naočale).

## Povijest

### Treviso za antike
Tarvisium, tada naselje italskog plemena Veneta, postao je municipij 89. pr. Kr.  nakon što je Rim uključio Cisalpinsku Galiju (lat. Gallia Cisalpina) svom carstvu. 
Grad je ležio u blizini rimske ceste Via Postumia, koja je povezivala dva najvažnija grada antičkog razdoblja iz toga kraja, Opitergium s Akvilejom.
Za vrijeme rimske vlasti, kršćanstvo se proširilo do Trevisa. Po predanju Grk Sv. Prosdocimus, kojeg je zaredio sam Sveti Petar, donio je vjeru u Treviso i okolicu.  Kršćanska općina toliko je ojačala da je već u 4. stoljeću Treviso postao biskupsko  sjedište.

### Treviso za ranog srednjeg vijeka
Treviso je imao veliku nesreću jer je ležao na putu barbarskih invazija u Italiju pa je zbog toga doživio veliki pad stanovnika i gospodarstva. Ali nije pretrpio neka veća oštećenja, tako da je već u 6. stoljeću postao značajno središte.
Prema predaji, Treviso je bio rodno mjesto ostrogotskog vođe Totile za vrijeme Gotskih ratova (535. – 552.).  Odmah nakon tih ratova, Treviso je potpao pod vlast Bizanta, točnije Ravenskog egzarhata do 568. godine godine kad su grad zauzeli  Langobardi. Oni su ga učinili jednim od svoja 36 vojvodska sjedišta. Treviso je bio osobito značajan za vladavine posljednjeg langobardskog kralja Deziderija, čak je nastavio kovati vlastiti novac kada je poput ostale sjeverne Italije podpao pod franačku vlast.
Karlo Veliki napravio je od Trevisa glavni pogranični grad svoga carstva Marca Trevigiana, koji je kao takav egzistirao nekoliko stoljeća.

### Srednji vijek
Treviso je ušao u Lombardski savez, i stekao nezavisnost nakon Mira iz Konstanza kojem je kumovao Fridrik I. Barbarossa (1183.). Ova nezavisnost trajala je sve dok vlastelini (seignories) nisu stali preuzimati vlast po sjevernotalijanskim gradovima. U Trevisu, su se tako smjenjivali mnogi obiteljski klanovi na vlasti; obitelj Da Romano, vladala je od 1237. do 1260. Politička trvenja i borbe između gvelfa i gibelina zahvatile su i Treviso. Sve to je dovelo do uvođenja prvog trijumvirata 1283. godine kojem je na čelu bio Gherardo III da Camino. Obitelj Camino bila je gotovo cijelo stoljeće vladarska u Trevisu, a to je omogućilo gospodarski razvoj. Nakon pada posljednjeg vladara iz obitelji Camino, Rizzarda IV, grad Treviso i čitav pogranični teritorij Marca postali su mjesto stalnih borbi i razaranja (1329. – 1388.) godine. 
- Tadašnji trevizanski notar i fizičar Oliviero Forzetta, među prvim skupljačima starina, izdao je katalog svoje zbirke 1369. godine, to je jedan od najranijih takvih kataloga na svijetu.[2]

### Treviso za Mletačke vlasti
Nakon vlasti obitelji Scaligeri (1329. – 1339.), grad se odlučio dobrovoljno predati Republici Veneciji na upravu, tako je Treviso postao prva veća akvizicija Serenissime na kopnu. Od 1318. godine, Treviso je postao za jedno kratko vrijeme sjedište sveučilišta. Od 1381. do 1384. godine, grad je pao u ruke austrijskim vojvodama, a potom pod obitelj Carraresi sve do 1388. godine. Tad je ponovno došao pod Mletačku vlast, u tom razdoblju grad je utvrđen (zidovi postoje još i danas).
Tad su izgrađeni i brojni riječni kanali za pokretanje vodenica i manufaktura, kao i za plovidbu, do Trevisa se moglo doći brodovima iz Venecije.

### Treviso za Francuske i Austrijske uprave
Treviso su zauzele francuske jedinice generala Mortiera 1797., koji je poslije toga postao vojvoda od Trevisa (1808.). Francuzi su vladali gradom sve do sloma Napoleona, nakon toga grad su zauzele austrijske  jedinice. Građani Trevisa u srcu su ostali vjerni nestaloj Venecijanskoj Republici, zato su se revolucionarne 1848. pobunili protiv austrijske vlasti te oslobodili grad i izbacili austrijski garnizon  iz grada. No poslije žestokog bombardiranja grada, pobunjenici su se predali u lipnju iste godine. Austrijanci  su nastavili vladati sve do aneksije Trevisa i ostalog Veneta od strane Kraljevine Italije 1866. godine.

### Treviso u XX st.
U vrijeme Prvog svjetskog rata, Treviso je bio strateški važan grad zbog blizine prve crte bojišnice s austro-ugarskom vojskom kod Vittoria Veneta i odsudne bitke koja se tu vodiila.  
Za vrijeme Drugog svjetskog rata u Trevisu je bio veliki koncentracijski logor s logorašima koji su bili pripadnici pokreta otpora (partizani) ili obični građani, većina ih je bila iz područja koja su pripadala ondašnjoj Jugoslaviji. Grad je pretrpio snažna saveznička bombardiranja 7. travnja 1944., tad je porušen dobar dio srednjovjekovnog grada ( dobar dio Palazzo dei Trecento, kasnije je obnovljen) preko 7 000 ljudi je poginulo.
U najnovije vrijeme dva bombaška napada, nazvana od stranih novinara Talijanski Unabomber uzbudila su građane i policiju.

## Zemljopisne osobine
Treviso se nalazi na ušću alpskih rijeka Bottenige i Sile, 30 kilometara sjeverno od Venecije, a 50 km istočno od Vicenze. Grad je smješten oko 15 km jugozapadno od desne obale rijeke Piave, na ravnici između Venecijanskog zaljeva i Alpi.

## Znamenitosti
- Kasnoromanička  -ranogotička  crkva San Francesco, izgrađena od franjevačkih redovnika 1231. – 1270. Za napoleonskih ratova služila je kao vojarna francuskim vojnicima, ponovno je otvorena 1928. To je jednobrodna građevina s pet kapela. Na lijevom zidu nalazi se  romaničko-bizantska freska s likom Svetog Kristofora (kasno XIII st.). U Velikoj kapeli nalazi se oltarna slika Četiri evangelista, rad učenika Tommasa da Modena, koji je naslikao sliku Bogorodica s djetetom i sedam svetaca (1350) u sljedećoj kapeli. Kuriozum je da se u crkvi nalazi grobovi - Pietra Alighierija,  Danteovog sina, i Francesce Petrarca, kćeri pjesnika Petrarce.
- Loggia dei Cavalieri, izvrstan je primjer trevizanske Romanike s velikim uplivombizantinskih oblika. Podignuta je za vladavine podeste Andrea da Perugia (1276.) i postala je mjesto susreta, razgovora i igre (ali samo za imućne).
- Piazza dei Signori (Gospodski trg), sa zgradom Palazzo di Podestà (kasno XV. st.).
- Crkva San Nicolò, jedna XIII. st. venecijansko - romanička građevina s elementima francuske gotike. To je trobrodna građevina s pet apsida. U crkvi se nalaze vrijedne freske Tommasa da Modena.
- Katedrala  Duomo posvećena je Svetom Petru, izvorno je to bila mala crkva izgrađena još za kasnog Rima. Kasnije joj je dograđena kripta i kapele Santissimo i Malchiostro (1520.). Nakon brojnih restauracija, jedino je ulazni portal ostao iz izvornih rimskih vremena.
- Piazza Rinaldi Na tom trgu nalaze se tri palače obitelji Rinaldi, od kojih je prva podignuta u XII. st., druga je iz XV. st., a treća je izgrađena u XVIII. st.
- Ponte di Pria (kameni most), na ušću Canal Grande i kanala Buranelli.
- Monte di pietà i Cappella dei Rettori. Financijsku kuću Monte di Pietà osnovali su židovski zajmodavci, na drugom katu nalazi se Cappella dei Rettori, s dvoranom za sastanke, te freskama slikara Pozzoserrata.

## Parkovi i vrtovi
Treviso je bio za bogate venecijance ladanjsko mjesto još od XV st., tu su provodili vruće ljetne mjesece, zato se tu razvilaosebujna parkovna arhitektura na tom komadu terraferme  venete. 
- Giardino Fenologico Alessandro Marcello
- Orto Botanico Conservativo Carlo Spegazzini, Botanički vrt
- Orto Botanico Conservativo Francesco Busnello, još jedan Botanički vrt

## Šport
Treviso je dom nekoliko vrlo poznatih talijanskih klubova, najviše zahvaljujući firmi i obitelji Benetton koji su vlasnici ili sponzori sljedećih klubova:
- Sisley Treviso (odbojkaški klub), pobjednik 9 nacionalnih prvenstava (scudetta) i jedan od najboljih talijanskih odbojkaških klubova uopće.
- Benetton Rugby Treviso (ragbijaški klub), pobjednik 11 nacionalnih prvenstava
- Benetton Basket (košarkaški klub), pobjednik 5 nacionalnih prvenstava.

Mjesna nogometna momčad -Treviso F.B.C. 1993, ušla je u prvu talijansku ligu (Serie A)  2005. godine. Momčad igra na stadionu Omobono Tenni.
Treviso je odredište profesionalnih biciklističkih vozača ciklokros utrka, od 2008. u njemu se voze utrke za svjetsko prvenstvo u ciklokrosu (UCI).

## Promet
Grad je dobro prometno povezan s cijelom Italijom i Europom, autocestama i željeznicom.  Zračna luka Treviso, na zapadu grada, specijalizirala se je za niskotarifne kompanije poput Ryanair-a.

## Zbratimljeni gradovi
- Orléans, Francuska
- Timişoara, Rumunjska
- Guelph, Kanada
- Sarasota, Sjedinjene Američke Države, od veljače 2007.
- Curitiba, Brazil
- Neuquén, Argentina
- Griffith, Australija

## Poznate osobe
- papa Benedikt XI., rođen kao Nicola Boccasini
- Lorenzo Lotto, slikar

## Vanjske poveznice
- Službene stranice grada
- Fotografije iz Trevisa  Arhivirana inačica izvorne stranice od 24. kolovoza 2008. (Wayback Machine)
- KarteTrevisa  Arhivirana inačica izvorne stranice od 24. svibnja 2007. (Wayback Machine)